# Mashup (música)
Un mashup —también llamado mash up, mash-up, bastard pop o pop bastardo— es una obra creativa, por lo general en forma de canción, creada mediante la combinación de dos o más piezas musicales en una especie de collage a veces en contrapunto a dos o más voces similar a la polifonía de la música renacentista. Es frecuente sobre todo en el entorno musical del hip hop y algunos estilos de la música electrónica.
El mashup consiste en la mezcla de una base rítmica (beat) de una canción con un rap de una versión a capella de un tema de hip hop. El R&B, el rap o el soul son los principales estilos empleados en esta clase de creaciones, dado el estilo característico basado en una rítmica básica que aparece en diferentes formas en casi todas las canciones.

## Subgéneros
El mashup tiene varios subgéneros como el A + B que es la simple yuxtaposición de dos temas, aunque a veces pueden ser también tres o más; el glitch, que es la reedición de un tema utilizando fragmentos procesados del mismo; y las remezclas no oficiales, que son a cappellas con instrumentales inéditas producidas por disc jockeys.

## Historia
Los primeros collages de temas se encuentran en el ambiente hip hop de los años 80, un ejemplo temprano es Planet Rock de Afrika Bambaataa (1982) que consiste en la mezcla de dos piezas de Kraftwerk (de una fue tomada la base rítmica, del otro la melodía) con samples propios. Pero la gran ola de mash-ups se produjo a mediados de los años 90, cuando la proliferación de ordenadores multimedia hizo mucho más fácil y económica la producción de música. Marc Gunderson publicó su primer sencillo de mash-up, The Whipped Cream Mixes, en 1995, que consistía en la mezcla de una canción de Public Enemy con una de Herb Alpert. Las primeras pistas del nuevo género se publicaban como bootlegs ilegales, ya que los autores de los originales prácticamente nunca dieron sus permisos oficiales para una remezcla de este tipo.
Con la popularización de servicios como Napster a fines de la década la producción de mash-ups creció hasta tal punto que en 2001 se publicaron los primeros sencillos oficiales que lograron entrar en los rankings musicales. Pero fue en 2004 cuando el estilo fue tematizado de manera masiva por los medios, por causa del proceso judicial por parte de los Beatles contra la publicación en Internet de la compilación The Grey Album de DJ Danger Mouse, un mashup de fragmentos de The White Album de dicho grupo con los raps de The Black Album de Jay-Z. Si bien sigue siendo discutido si los mashups son legales o no, desde este momento el género tuvo más aceptación y han surgido productores de Bastard Pop en todo el mundo, incluido países como Argentina dónde desde 2005 existe una escena internacionalmente reconocida[cita requerida]. 
Muchos pinchadiscos de todo el mundo publican sus mashups bajo seudónimos que los mantienen en el anonimato a la hora de las batallas por los copyrights, como Jordan Roseman (nombre artístico DJ Earworm), que es un músico originario de la ciudad de San Francisco conocido por sus mashups. Desde el año 2009 lanza un recopilatorio en el sitio de vídeos YouTube compuesto por el Top 25 de la revista Billboard, por los cuales ha recibido reconocimiento de varios artistas y productores. El músico norteamericano ha llegado a aparecer en el top 100 de las canciones más escuchadas de Estados Unidos y acumula más de cien millones de reproducciones en YouTube.[cita requerida]

## Canciones
- Pink Project - grupo Italo Disco formado por Stefano Pulga, Luciano Ninzatti, Matteo Bonsanto et Massimo Noè - Disco Project : letra y solo de guitarra de «Another Brick in the Wall (Part II)» de Pink Floyd con la música de «Mammagamma» - y «Sirius» en la introducción - de The Alan Parsons Project - en 1982, considerado el primer Mash up de la historia.[cita requerida]
- Clubhouse - «Do It Again» - en 1983; letra de Do It Again de Steely Dan y música de  «Billie Jean» de Michael Jackson.[2]
- Manu Chao - «Bongo Bong» - en el álbum Clandestino con letra de King of The Bongo de su antiguo grupo Mano Negra, y música de «Je ne t'aime plus».
- Madonna - «Music inferno» - letra de «Music» y música de «Disco Inferno» de The Trammps de la banda sonora original de Fiebre del sábado noche e Into The Hollywood Groove - letra de Hollywood y música de Into The Groove.
- Something To Dance For/TTYLXOX (Mash-Up) - de Zendaya y Bella Thorne, del álbum Live 2 Dance.
- Beastie Boys Vs Bob Marley - «Could You Be Intergalactic» - letra de «Intergalactic» de Beastie Boys y música de «Could You Be Loved» de Bob Marley & The Wailers. Mashup creado por Neblina Sound.
- Madonna - «Sugar Vogue» - letra de «Vogue» y música de «Sugar» de Robin Schulz.
- Glee - en el capítulo The Substitute se ofrece una versión modernizada de Singin' in the Rain con Umbrella.